# 915 Cosette
Cosette è un asteroide della fascia principale. Scoperto nel 1918, presenta un'orbita caratterizzata da un semiasse maggiore pari a 2,2282894 UA e da un'eccentricità di 0,1391499, inclinata di 5,54760° rispetto all'eclittica.
Stanti i suoi parametri orbitali, è considerato un membro della famiglia Flora di asteroidi.
Il suo nome è in onore della figlia minore dello scopritore.